# Godula (gmina)

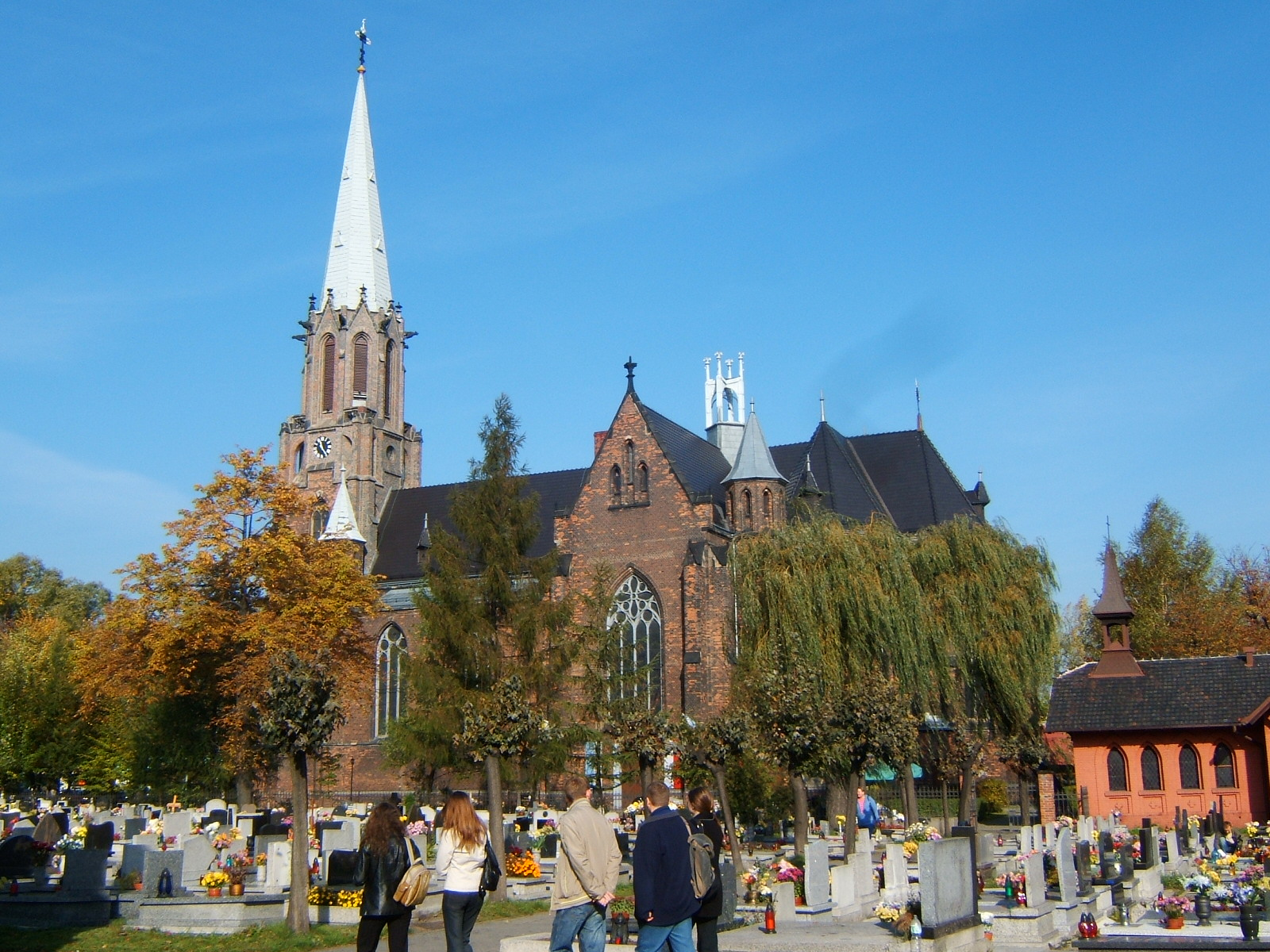
Kościół w Goduli

Godula – dawna gmina wiejska istniejąca w latach 1945–1951 w woj. śląskim i katowickim (dzisiejsze woj. śląskie). Siedzibą władz gminy była Godula (obecnie dzielnica Rudy Śląskiej).
Gmina zbiorowa (o charakterze jednostkowym) Godula powstała w grudniu 1945 w powiecie katowickim w woj. śląskim (śląsko-dąbrowskim).
1 stycznia 1946 gmina składała się z samej siedziby i przez to nie była podzielona na gromady. 6 lipca 1950 zmieniono nazwę woj. śląskiego na katowickie.
W związku z likwidacją powiatu katowickiego 1 kwietnia 1951 gmina Godula została zniesiona, a jej obszar włączony do Rudy, oprócz osiedla Chebzie, które włączono do Nowego Bytomia. Zarówno Ruda jak i Nowy Bytom weszły 31 grudnia 1958 w skład Rudy Śląskiej.
W początkach XX wieku na terenie Goduli wzniesiono patronackie osiedle robotnicze w rejonie obecnych ulic M. Kolbego, K. Goduli i Czereśniowej (tzw. Kolonia Hofrichter, określna także jako Osiedle Godulskie lub Osiedle Tiałowskiego) dla pracowników zakładów przemysłowych, należących do rodu Schaffgotschów.